# 森源鈦礦
森源鈦礦控股有限公司，簡稱森源鈦礦控股，以及森源鈦礦（英語：Xian Yuen Titanium Resources Holdings Limited，港交所除牌時0353.HK），在2008年2月1日，由旭日環球投資控股有限公司更名而來。
當時業務經營買賣地毯，以及鈦礦勘探及開採業務，但由於內地部門政府未能取得批文，以及致無法進行，再加上長期虧損，於是在2010年9月28日，更名為能源國際投資控股有限公司之前，易手給羅念如，同時轉為經營石油、電力行業。

## 連結
- energyintl.todayir.com